# Brachiosaurus
Brachiosaurus (phát âm /ˌbrækiəˈsɔːrəs/) là một chi khủng long sauropoda sống cuối kỷ Jura ở thành hệ Morrison của Bắc Mỹ. Trong tiếng Việt, chúng còn được gọi là uyển long(khủng long chi trước). Nó lần đầu tiên được mô tả bởi Elmer S. Riggs vào năm 1903 từ các hóa thạch được tìm thấy trên sông Grand Canyon (nay là sông Colorado) của phía tây Colorado, Hoa Kỳ. Riggs đã đặt tên cho khủng long Brachiosaurus altithorax, tuyên bố rằng nó là "khủng long lớn nhất được biết đến". Brachiosaurus có một cổ dài tương ứng với kích thước, hộp sọ nhỏ, tất cả đều là điển hình với Sauropoda. Tuy nhiên, tỷ lệ cơ thể của Brachiosaurus không giống như hầu hết các sauropoda. Các chi trước dài hơn chi sau, tạo thân hình nghiêng dốc, làm gợi nhớ hình dạng cơ thể tổng thể của hươu cao cổ hiện đại. Ngoài ra, trong khi đuôi sauropoda là điển hình khủng long đuôi dài, đuôi Brachiosaurus khá ngắn.
Brachiosaurus là chi dùng để đặt tên cho họ Brachiosauridae, bao gồm một số con sauropoda tương tự khác. Phần lớn những gì được biết đến bởi các nhà khoa học về Brachiosaurus trong thực tế dựa trên Giraffatitan brancai, một loài khủng long loài thuộc họ Brachiosauridae từ thành hệ Tendaguru ở Tanzania được mô tả bởi nhà cổ sinh vật học người Đức Werner Janensch như là một loài Brachiosaurus. Nghiên cứu gần đây cho thấy rằng sự khác biệt giữa các loài Brachiosaurus và Giraffatitan ở Tendaguru khá đáng kể, đủ cho thấy các mẫu vật châu Phi cần được đặt trong một chi riêng biệt. Một số loài có thể thuộc Brachiosaurus đã được mô tả từ châu Phi và châu Âu, nhưng không loài nào trong số chúng được cho là thuộc về Brachiosaurus tính tới thời điểm này.
Brachiosaurus là một trong những sauropoda hiếm trong thành hệ Morrison. Mẫu vật điển hình của B. altithorax vẫn là mẫu hoàn thiện nhất, và chỉ có một số tương đối của các mẫu vật khác được cho là thuộc về chi này. Nó là loài vật có vóc dáng cao, có thể cắt xén hoặc ăn thực vật cao 9 mét (30 ft). Không giống như các sauropoda khác, nó không phù hợp cho việc đứng trên 2 chân sau. Nó từng được sử dụng như một ví dụ về một khủng long máu lạnh do kích thước lớn và nhu cầu tương ứng đối với thức ăn, nhưng nhiều nghiên cứu gần đây cho thấy nó là loài máu nóng.